# Källö-Knippla
Källö-Knippla (vaak ook gewoon Knippla genoemd) is een plaats en eiland in de gemeente Öckerö in het landschap Bohuslän en de provincie Västra Götalands län in Zweden. De plaats heeft 420 inwoners (2005) en een oppervlakte van 29 hectare. Het eiland ligt in het noordelijke deel van de Göteborg-archipel.